# Things You've Never Done Before
Things You've Never Done Before è il secondo album in studio del gruppo musicale statunitense Roxx Gang, pubblicato nel 1988.

## Tracce
1. Scratch My Back (Steele) 5:04
2. No Easy Way Out (Steele) 4:41
3. Race With the Devil (Steele) 4:28
4. Red Rose (Steele) 5:26
5. Live Fast Die Young (Steele) 4:06
6. Too Cool for School (Steele) 3:46
7. Ball 'N' Chain (Steele) 5:15
8. Fastest Gun in Town (Steele) 3:04
9. Nine Lives (Steele) 3:06
10. Need Your Sex (Steele) 3:53

## Formazione
- Kevin Steele - voce
- Jeff Taylor - chitarra, voce
- Wade Hays - chitarra, voce
- Roby "Strychnine" Strine - basso, voce
- David James Blackshire - batteria